# Сами ан-Наджей
Сами Халил Нассер ан-Наджей (араб. سامي خليل ناصر النجعي‎; род. 7 февраля 1997, Джизан) — саудовский футболист, полузащитник клуба «Ан-Наср» и сборной Саудовской Аравии.

## Карьера

### Клубная карьера
С мая 2016 года играет за «Ан-Наср», помимо этого играл на правах аренды в клубах «Аль-Кадисия» (2019) и «Дамак» (2019—2020).

### Международная карьера
Летом 2021 года был включён в состав олимпийской сборной на олимпийский футбольный турнир. На турнире играл во всех трёх матчах сборной на групповом этапе, которые саудовцы проиграли своим соперникам, а в матче сборной Германии забил два мяча, а немцы выиграли матч со счётом 3:2.
Осенью 2022 года вошёл в состав сборной Саудовской Аравии на чемпионат мира 2022 года На турнире сыграл в одном матче против сборной Польши, который завершился победой поляков со счётом 2:0.

## Достижения
«Ан-Наср»
- Обладатель Суперкубка Саудовской Аравии (1) : 2020
- Победитель Арабской лиги чемпионов (1) : 2023